# Cangetta minuscula
Cangetta minuscula là một loài bướm đêm trong họ Crambidae.